# Harold Lloyd

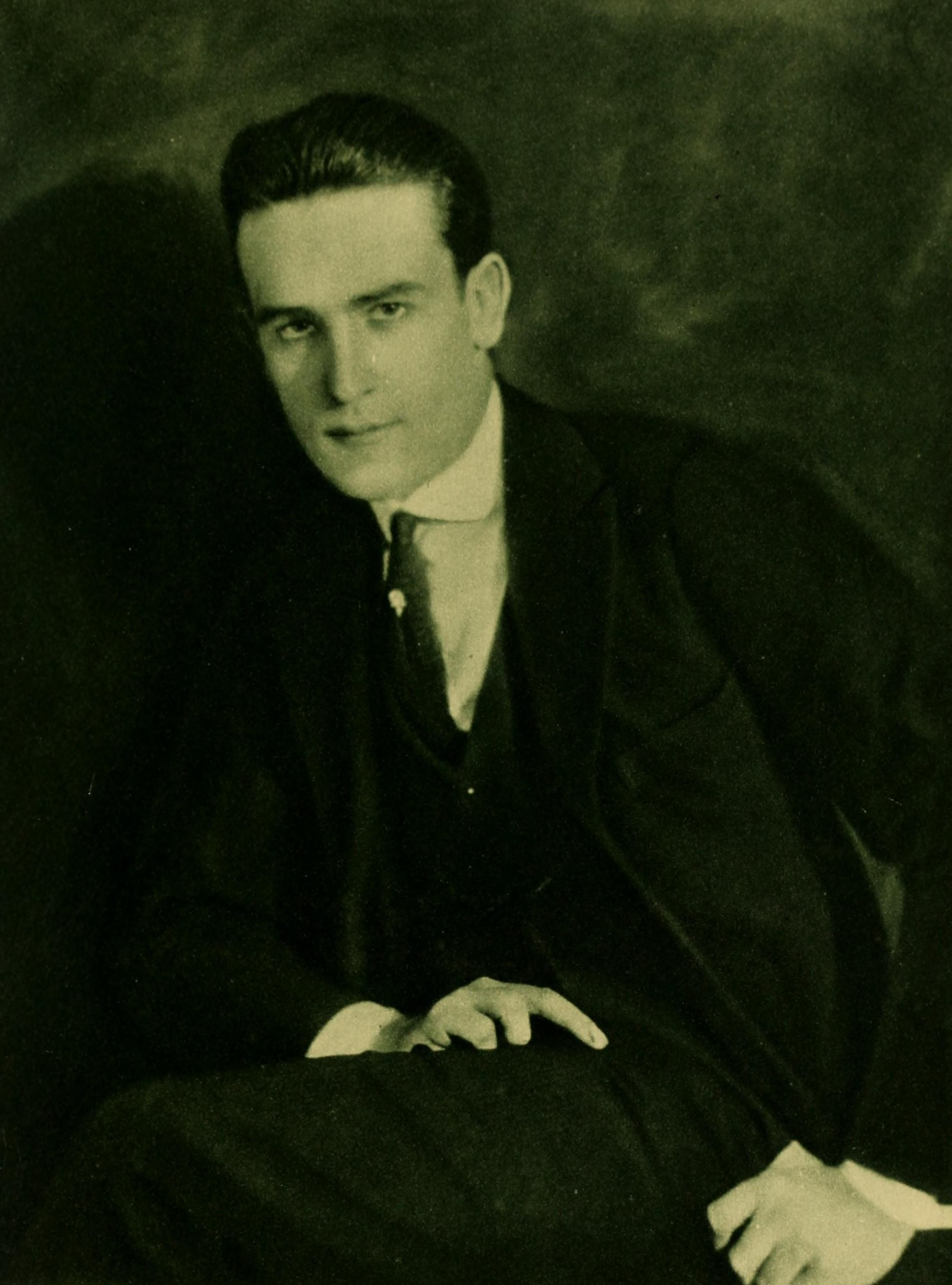
Portret (Alfred Chney Johnston, 1921)

Harold Clayton Lloyd (Burchard (Nebraska), 20 april 1893 - Beverly Hills (Californië), 8 maart 1971) was een Amerikaans acteur. Lloyd behoorde samen met Charlie Chaplin en Buster Keaton tot de populairste filmkomieken uit het tijdperk van de stomme film. 
Zijn bekendste personage was een optimistische, maar stuntelende jongeman met een karakteristieke grote zwarte bril met hoornen montuur, die met behulp van zijn geluk en vasthoudendheid succes wist te behalen uit tegenslagen en aan het einde van de film werd onthaald als een held. 
Lloyd was een atletisch acteur, en deed zelf vrij gevaarlijke stunts. Een scène in de film Safety Last! uit 1923, waarin Lloyd hoog aan de wijzer van een klok hangt, behoort tot de bekendste beelden uit de geschiedenis van de cinema.

## Biografie
Harold Lloyd was de zoon van J. Darcie "Foxy" Lloyd en Elisabeth Fraser. Zijn vader was een weinig succesvolle zakenman: hij wisselde geregeld van baan, waaronder fotograaf, en was regelmatig werkloos. Uiteindelijk scheidden Harolds ouders. Hierna vertrok Harold samen met zijn vader naar San Diego, waar zijn vader de eigenaar van een poolhal werd.
Lloyd acteerde al op jonge leeftijd. Op latere leeftijd begon hij te werken bij het toneel, eerst klusjes voor lokale theaters, later speelde hij kleine rolletjes bij rondreizende- en repertoiregezelschappen.

### Carrière
In 1912 maakte hij zijn filmdebuut bij de filmmaatschappij van Thomas Edison, waarvoor hij in een figurantenrol een halfnaakte Indiaan speelde.
Het jaar daarop speelde hij in enkele slapstickfilms voor Keystone, en als figurant bij Universal, waar hij vrienden werd met Hal Roach, destijds eveneens een figurant. Toen Roach een jaar later een erfenis kreeg en zijn eigen filmmaatschappij, Rolin, begon, huurde hij Lloyd in om in een serie van korte komische filmpjes een personage genaamd "Willie Work" te spelen. Roach wist echter geen markt voor zijn films te vinden, en Lloyd vertrok naar Keystone. Lloyd kreeg hier echter ruzie met Mack Sennett, de baas van Keystone, en toen Roach, gesponsord door Pathé, zijn maatschappij wist te reorganiseren, keerde Lloyd terug.
Roach en Lloyd ontwikkelden samen een nieuw personage, "Lonesome Luke", eigenlijk een imitatie van Chaplin. Alhoewel Lloyd en Roach niet tevreden waren met het personage, werd Lonesome Luke toch zeer populair, waarschijnlijk voornamelijk dankzij de achtervolgingen en actiescènes waarmee bijna iedere film eindigde. Tussen 1916 en 1917 speelde Lloyd in ongeveer honderd korte films het personage, geproduceerd en meestal geregisseerd door Roach.
In 1917 ontwikkelde Roach of Lloyd (beiden claimden met het idee te zijn gekomen) een nieuw typetje, namelijk de naamloze brildragende jongeman, vaak simpelweg "The Glasses Character" genoemd. Voor dit personage ontwikkelden Roach en Lloyd meer complexere komedies, waarbij de slapstick meer op de achtergrond kwam te liggen en de opbouw van het verhaal en de uitwerking van de personages meer aandacht kregen. De alledaagse jongen met de grote bril werd zeer populair onder filmbezoekers. Het personage zou hij spelen tot 1921. In de eerste films met het "Glasses character" was zijn tegenspeelster Bebe Daniels, later werd dat Mildred Davis, met wie hij zou trouwen. Na hun huwelijk raadde Lloyd haar af om verder te werken. Ze werd vervangen door Jobyna Ralston.
In de jaren twintig groeide Lloyd uit tot een van de succesvolste filmacteurs en uiteindelijk tot de best betaalde acteur van zijn tijd. Veel van Lloyds films trokken meer bezoekers dan de films van bijvoorbeeld Buster Keaton en Charlie Chaplin. Naarmate de jaren vorderden werden de films langer, van één spoel naar twee en drie spoelen, en met A Sailor-Made Man uit 1921 ook lange speelfilms. Een van de bekendste en meest succesvolle films uit die tijd was Safety Last! uit 1923, waarin Lloyds personage voor een publiciteitsstunt een wolkenkrabber moest beklimmen. In 1923 gingen Roach en Lloyd vriendschappelijk uit elkaar. Lloyd produceerde sindsdien zijn eigen films, eerst samen met Pathé, later met Paramount.
Lloyd deed al zijn stunts zelf, maar dit was niet zonder gevaar. Tijdens de opnames van de film Haunted Spooks uit 1920 ontplofte een in de film gebruikte bom in zijn hand. Bij dit ongeluk verloor Lloyd zijn rechterduim en -wijsvinger, en raakte zijn hand gedeeltelijk verlamd. Ondanks zijn handicap deed hij ook hierna nog spectaculaire stunts, waaronder het hangen aan een klok in Safety Last!. Meestal droeg hij een prothese en een handschoen om zijn rechterhand te verbergen.
In 1928 maakte hij zijn laatste stomme film, Speedy. Welcome Danger uit 1929 was oorspronkelijk bedoeld als stomme film, maar Lloyd besloot hem later toch op te nemen als geluidsfilm. Met de komst van de geluidsfilm daalde zijn populariteit, maar hij bleef spelen in films. Deze waren echter minder succesvol dan de stomme films, en iedere film bracht minder geld op. Deels was dit te wijten aan het optimistische karakter van zijn personages, waar in de tijd van de Grote Depressie weinig behoefte aan was. Tot de geluidsfilms behoorden Feet First (1930), een film waarin hij net als in Safety Last uiteindelijk een wolkenkrabber moest beklimmen, Movie Crazy (1932) en The Milky Way (1936). 
In 1947 maakte hij zijn laatste film, The Sin of Harold Diddlebock, gefinancierd door Howard Hughes en geregisseerd door Preston Sturges, die een hommage aan de acteur wilde brengen. Voor de film werd Lloyd genomineerd voor een Golden Globe. Hughes heeft de film in 1951 opnieuw gemonteerd en uitgebracht onder de titel Mad Wednesday.
Harold Lloyd was een van de weinige acteurs die de vertoningsrechten van de meeste van zijn eigen films bezat. Hij hield hervertoning van zijn films, zowel in de bioscoop als op televisie, grotendeels tegen. Pas toen hij merkte dat zijn roem tanende was en men hem bijna vergeten was, stond hij toe dat zijn films ook op tv werden getoond. Helaas werd een deel van zijn vroegere films verwoest tijdens een nitraatexplosie, waardoor deze films waarschijnlijk verloren zijn gegaan.
In 1952 kreeg hij een speciale Oscar voor zijn carrière. Hij kreeg de prijs omdat hij "een meesterkomiek en goede burger" was, een sneer naar Charlie Chaplin, die in die tijd, de tijd van het McCarthyisme, impopulair was geworden. Een compilatie van scènes uit zijn eerste films werd in 1962 getoond op het Filmfestival van Cannes, onder de naam Harold Lloyd's World of Comedy. De compilatie kreeg een staande ovatie. Het jaar daarop produceerde Lloyd een tweede compilatie, The Funny Side of Life.

### Privéleven
Harold Lloyd trouwde in 1923 met Mildred Davis, die in veel van zijn films de vrouwelijke hoofdrol speelde. Het stel kreeg drie kinderen.
Toen zijn filmcarrière op een lager pitje kwam, begon hij een grote verscheidenheid aan hobby's, waaronder filmmarathons, fotografie, het fokken van Duitse doggen, het verzamelen van auto's en kreeg hij een interesse in Hi-Fi-geluidsystemen.
Lloyd stierf op 77-jarige leeftijd aan prostaatkanker. Zijn erfgenamen kregen zo'n $5 miljoen. Volgens zijn testament moest zijn woning "Greenacres", een 44 kamer tellende villa in renaissance-stijl, en de daaromliggende grond worden omgevormd tot een filmmuseum. De villa werd echter later geveild.

## Filmografie (selectie)
- Luke's Shattered Sleep (1916)
- The Flirt (1917)
- Over the Fence (1917)
- The City Slicker (1918)
- I'm on My Way (1919)
- An Eastern Westerner (1920)
- Haunted Spooks (1920)
- A Sailor-Made Man (1921)
- Never Weaken (1921)
- Doctor Jack (1922)
- Grandma's Boy (1922)
- Why Worry? (1923)
- Safety Last! (1923)
- Hot Water (1924)
- Girl Shy (1924)
- The Freshman (1925)
- For Heaven's Sake (1926)
- The Kid Brother (1927)
- Speedy (1928)
- Welcome Danger (1929)
- Movie Crazy (1932)
- The Cat's Paw (1934)
- The Milky Way (1936)

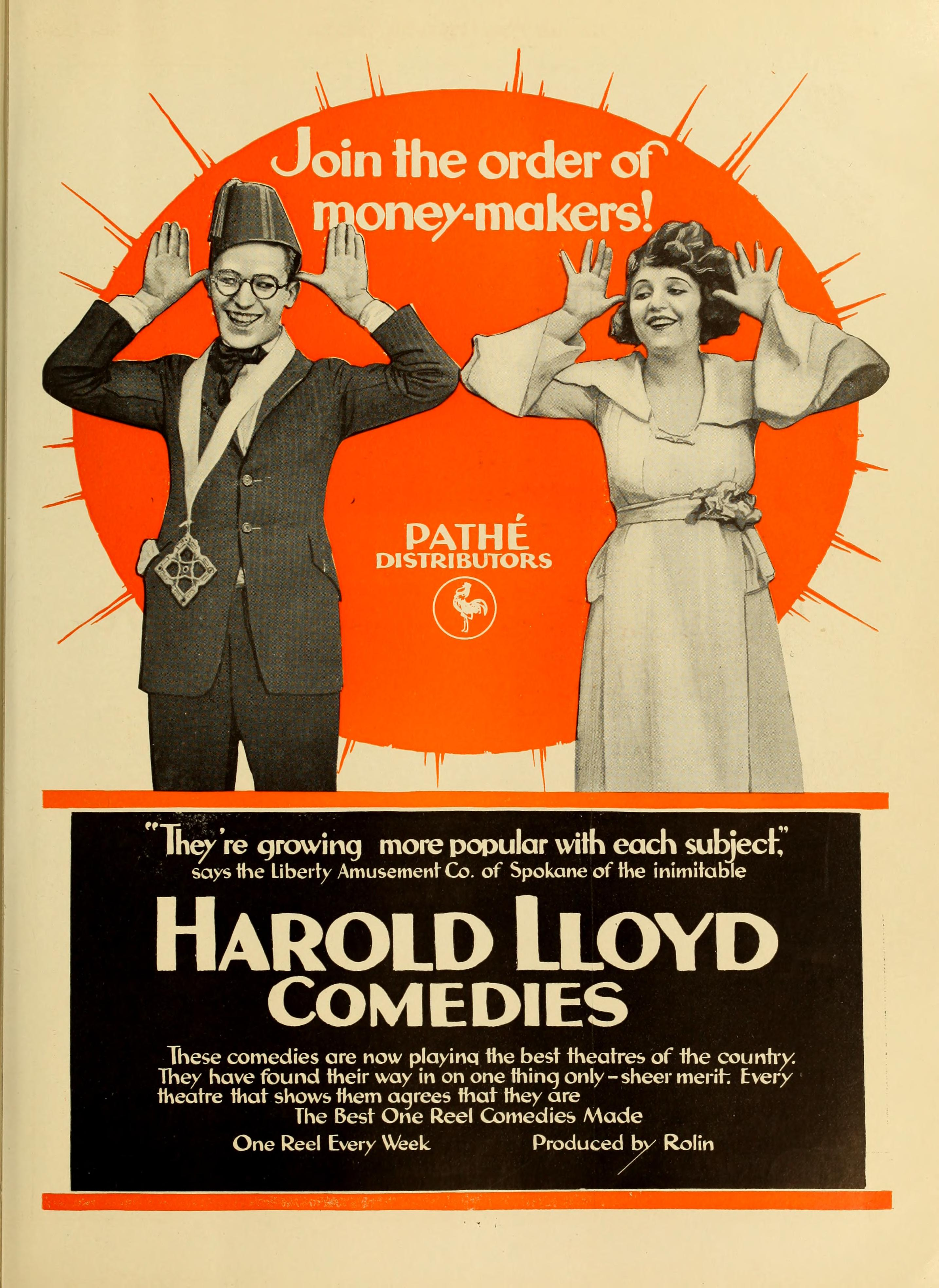
Advertentie (1919)

- The Sin of Harold Diddlebock (1947)
- Harold Lloyd's World of Comedy (compilatie, 1962)
- The Funny Side of Life (compilatie, 1963)

## Trivia
- In 1994 werd hij samen met andere filmsterren uit het stomme tijdperk geëerd op een Amerikaanse postzegel, ontworpen door karikaturist Al Hirschfeld.
- In 1983 bracht de NCRV een aantal compilatieshows op televisie, waarbij de capriolen van Harold Lloyd van commentaar werden voorzien door Piet Ekel.